# Asamblea Nacional Constituyente de Venezuela de 1999
La Asamblea Nacional Constituyente de Venezuela de 1999 fue la Asamblea Constituyente creada para redactar una nueva Constitución para Venezuela en 180 días, asumiendo  facultades plenipotenciarias  por encima de todos los poderes existentes. La Asamblea fue aprobada por un referéndum en abril de 1999. Se realizaron elecciones para la Asamblea en julio de 1999.
Tres asientos eran reservados para los delegados indígenas de 131 miembros de la asamblea constitucional, y dos delegados indígenas adicionales ganaron los asientos no reservados en las elecciones de la asamblea.
La constitución se ratificó después por el referéndum del 15 de diciembre de 1999, y las nuevas elecciones presidenciales y parlamentarias se celebraron bajo la nueva constitución en julio de 2000.

## Antecedentes
Hugo Chávez llamó al referéndum público que propuso en campaña electoral para apoyar su plan de formar una asamblea constituyente, compuesta de representantes y grupos tribales indígenas, que podrían volver a escribir la constitución de la nación. El referéndum se efectuó el 25 de abril de 1999, y fue un gran éxito para Chávez, con 88% de votantes que apoyaron la propuesta. Siguiendo esto, Chávez llamó a elecciones el 25 de julio de 1999, fecha en que se votarían los miembros que compondrían la asamblea constitucional.

## Elección
Copei apoyó el referéndum con reservas, mientras que Acción Democrática (AD) liberó a su gente de decidir qué hacer respecto a la votación. El expresidente Rafael Caldera, líder de Convergencia, rechazó la propuesta, convocando a la abstención, debido a que, según él, las Fuerzas Armadas estaban siendo fuertemente politizadas y las propuestas «no son para mejorar las instituciones democráticas sino para desmejorarlas».
De los 1171 candidatos que se presentaron a la elección a la asamblea, alrededor de 900 de ellos eran diferentes grupos opositores de Chávez. Así, aunque los representantes del oficialismo ganaron el 65,8% del voto, gracias al sistema de representación mayoritario llamado "Kino", escogido por el gobierno para determinar la distribución de los escaños, sus partidarios obtuvieron 125 asientos (95% del total), incluyendo todos pertenecientes a los grupos tribales indígenas, dejando a la oposición 6 asientos. Los partidos tradicionales tuvieron una fuerte derrota: Copei no ganó ningún asiento, mientras que AD ganó uno solo.

## Conformación
La Asamblea se instaló el 3 de agosto con un discurso del diputado del Partido Comunista de Venezuela, Pedro Ortega Díaz, teniendo la misión de elaborar un Nuevo Ordenamiento Jurídico Nacional que debía encaminar a la nación por nuevos "esquemas de bienestar social, económico y político". 
Para agilizar el proceso de redacción de la nueva constitución, los constituyentes fueron agrupados en 21 Comisiones Permanentes. El 12 de agosto, la nueva asamblea constitucional votó para darse el poder para abolir las instituciones gubernamentales y despedir a oficiales que fueron percibidos como ser corruptos o sólo operar en sus propios intereses. 
La fase era fija para una confrontación con la Corte Suprema (actual Tribunal Supremo). De hecho, Chávez y sus partidarios habían discutido disolver la Corte Suprema y el Congreso cada uno de los cuales ellos creyeron ser controlados completamente por antagonistas. La asamblea constitucional se había auto-asignado el poder para realizar tal acción, y ya había despedido a aproximadamente sesenta jueces quienes identificaron por estar envueltos en la corrupción.
El 20 de noviembre de 1999 la Asamblea Nacional Constituyente da por terminado el proyecto de la nueva constitución. El proyecto es entregado a la Asamblea Nacional para ser aprobada y consultada al país. El tiempo de funcionamiento de la Asamblea Constituyente debía ser 180 días (6 meses).

## Constitución de 1999
La nueva constitución aumentó el período presidencial de cinco a seis años, permitir a las personas revocar servidores públicos mediante referéndum, y agregó un nuevo límite de dos-términos presidenciales. Convirtió la legislatura bicameral que consistió en un Congreso con un Senado y una Cámara de Diputados en uno unicameral que sólo consistió en una Asamblea Nacional. Como parte de la nueva constitución, el país que estaba entonces oficialmente conocido como la República de Venezuela se renombró a República Bolivariana de Venezuela por demanda de Chávez, reflejando el carácter Bolivariano en honor al prócer de la independencia Simón Bolívar del gobierno por entonces. La nueva constitución de Venezuela fue aprobada por referéndum.

## Miembros notables
- Luis Miquilena (presidente)
- Isaías Rodríguez (primer vicepresidente)
- Aristóbulo Istúriz (segundo vicepresidente)
- Marisabel Rodríguez
- Willian Lara
- Ronald Blanco La Cruz
- José Gregorio Briceño
- Claudio Fermín
- Nicolás Maduro
- Alfredo Peña
- Tarek William Saab
- Alberto Franceschi
- Edmundo Chirinos
- Henrique Capriles Radonski
- William Ojeda